# Wulkaprodersdorf
Wulkaprodersdorf (in croato Vulkaprodrštof, in ungherese: Vulkapordány) è un comune austriaco di 1 921 abitanti nel distretto di Eisenstadt-Umgebung, in Burgenland; ha lo status di comune mercato (Marktgemeinde). Abitato anche da croati del Burgenland, è un comune bilingue.